# Mülheim (Ruhr) Hauptbahnhof
Mülheim (Ruhr) Hauptbahnhof – główny dworzec kolejowy w Mülheim an der Ruhr, w kraju związkowym Nadrenia Północna-Westfalia, w Niemczech. Stacja została otwarta w 1866. Znajdują się tu 2 perony.